# Torontska skala aleksitimije
Torontska skala aleksitimije (akronim TAS-26 od eng. reči Toronto alexithymia scale akronim ) je upitnik koji meri postojanje aleksitimije kod pojedinaca.

## Struktura testa
TAS-26 se sastoji od 26 stavki svrstanih u četiri fasete (F): 
- F1 - poteškoće u identifikaciji i razlikovanju emocija i telesnih osećaja,
- F2 - poteškoće opisivanja osećaja,
- F3 - osiromašeno sanjarenje
- F4 – eksternalizovano razmišljanje.[1]

## Način izvođenja
Ispitanik tokom testa odgovara zaokruživanjem brojeva u rasponu od 1 do 5, što znači:
- 1 "uopšte se ne slažem",
- 2 "delimično se ne slažem",
- 3 "niti se ne slažem, niti se slažem",
- 4 "umereno se slažem"
- 5 "jako se slažem".[1]

## Rezultati
Rezultat se dobije tako što se svakom odgovoru ispitanika dodeljuje određeni broj bodova, a potom se svi bodovi sabiraju. Maksimalna vrednost koju je moguće postići na testu iznosi 130, a minimalna 26.
Vrednosti od 74 i više krakteristične su za sobe za značajnom aleksitimijom, dok vrednosti od 62 i niže ukazuju na osobe bez tih osobina.
Osim zbirno, rezultati se mogu rastaviti i posmatrati u okviru tri podskale: 
- teškoće u prepoznavanju emocija,
- teškoće u verbalizaciji emocija,
- eksternalizirano mišljenje.[2]